# Ann Bannon

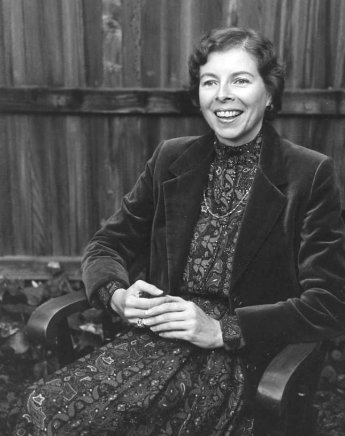
Ann Bannon (1983)

Ann Bannon (* 15. September 1932 in Joliet, Illinois als Ann Weldy) ist eine US-amerikanische Autorin und Hochschullehrerin.

## Leben
Ann Bannon wurde 1932 in Joliet, Illinois, geboren, und wuchs in Hinsdale bei ihrer Mutter und ihrem Stiefvater auf. Sie  besuchte die University of Illinois, an der sie Romanistik studierte. Bannon schrieb von 1957 bis 1962 als Autorin sechs Romane mit lesbischen Charakteren, die unter The Beebo Brinkler Chronicles bekannt wurden. 1962 beendete sie ihre schriftstellerische Tätigkeit. Bannon begann an der Sacramento State University erneut ein Studium und erreichte an der Stanford University einen Doktor in Linguistik. Sie wurde Hochschullehrerin für Englisch an der Sacramento State University.
Bannon heiratete 1954. Sie war 27 Jahre verheiratet und ließ sich in den 1980er Jahren von ihrem Ehemann scheiden.
In der kanadischen Dokumentation Forbidden Love: The Unashamed Stories of Lesbian Lives von 1992,  die das Leben lesbischer Frauen in Nordamerika zwischen 1940 und 1960 darstellte,
wurden die Werke von Bannon wieder aufgegriffen. Ebenso wurden ihre Werke in der Dokumentation Before Stonewall in 1984 erwähnt.
Die Werke von Bannon wurden 2001 neu aufgelegt. Sie erhielt mehrere Preise für ihre Pionierarbeiten in LGBT-Literatur.

## Werke von Bannon
- Odd Girl Out, 1957
- I Am a Woman, 1959
- Women in the Shadows, 1959
- Journey to a Woman, 1960
- Beboo Brinker, 1962